# Ansermetita
L'ansermetita és un mineral de la classe dels òxids. Rep el seu nom en honor de Stefan Ansermet (1964), col·leccionista de minerals i fotògraf suís.

## Característiques
L'ansermetita és un òxid de fórmula química Mn²⁺V⁵⁺₂O₆(H₂O)₂·2H₂O. Cristal·litza en el sistema monoclínic. Es troba en forma de crostes de fins a 500μm, i també, tot i que rarament, en forma de cristalls aïllats de fins a 100μm. La seva duresa a l'escala de Mohs és 3. Va ser aprobada per l'Associació Mineralògica Internacional l'any 2002. Segons la classificació de Nickel-Strunz, l'ansermetita pertany a «04.HD - Inovanadats» juntament amb els següents minerals: rossita, metarossita, munirita, metamunirita i dickthomssenita.

## Formació i jaciments
Es troba en fractures fines prop o a través de filons de palenzonaïta. Sol trobar-se associada a altres minerals com: fianelita, saneroïta, pirobelonita, palenzonaïta, medaïta o limonita. Va ser descoberta a la mina Fianel, a Ausserferrera (Grischun, Suïssa). També se n'ha trobat a Reppia (Itàlia), i a dues localitats dels Estats Units: a La Sal (Utah) i a Mad River Rock (Califòrnia).